# Гакково
Гакково (рос. Гакково) — присілок у Кінгісеппському районі Ленінградської області Російської Федерації.
Населення становить 21 особу. Належить до муніципального утворення Усть-Лужське сільське поселення.

## Історія
Згідно із законом від 28 жовтня 2004 року № 81-оз належить до муніципального утворення Усть-Лужське сільське поселення.

## Населення
| 2007 | 2010 | 2017 |
| ---- | ---- | ---- |
| 11   | ↗16  | ↗21  |